# Дело фирмы
«Дело фирмы» (англ.: Company Business) — американский комедийный шпионский фильм 1991 года режиссёра Николаса Мейера.

## Сюжет
Сэм Бойд, старый агент ЦРУ, работающий в сфере промышленного шпионажа, вдруг осознает, что его методы работы допотопны и не успевают за техническим прогрессом, и «холодная война» подходит к концу. Ему кажется, что он скоро может остаться без работы. Вдруг он получает от ЦРУ ответственное задание — он должен обменять советского шпиона Петра Ивановича Грушенко на американца. Обмен должен состоятся в Берлине. Неохотно, но он соглашается отвезти на обмен этого своего старого врага. Однако оказывается, что никакого обмена не пларинуется — ЦРУ и КГБ решили избавиться от двух своих старых агентов, и собираются убить их обоих в Берлине. Им придется отложить свои старые обиды и объединиться, чтобы перехитрить своих прежних работодателей, вступая в противостояние с ЦРУ, КГБ и колумбийской мафией.

## В ролях
- Джин Хэкмен — Сэм Бойд
- Михаил Барышников — Пётр Иванович Грушенко
- Кертвуд Смит — Эллиот Джаффе, ЦРУ
- Терри О’Куинн — полковник Пирс Гриссом
- Олег Рудник — полковник Григорий Голицын
- Джеральдина Данон — Наташа Гримо
- и другие

## Критика
Фильм получил в целом негативные отзывы критиков: Винсент Кэнби из «Нью-Йорк таймс» дал фильму сдержанную рецензию портал Time Out описывает фильм как «предлагающий знакомые клише шпионских фильмов, и хотя режиссура Мейера создает умеренно угрожающую атмосферу, его сценарий в лучшем случае нетребователен, в худшем-упрощен», журнал»Variety" писал, что фильм «начинается как триллер, а затем переходит в своего рода извращенную комедию», а газета « Los Angeles Times» была более резка в критической оценке:

Поверхностная подделка. Это позор, потому что фильм с Хэкманом и Барышниковым, а также Куртвудом Смитом и Терри О’Куинном среди злодеев, плюс хорошие второстепенные роли Надима Савальхи и Андреаса Гротузена действительно должен быть лучше этого. В нём должно быть больше характера, выдержки, напряжения и юмора.